# Křížová cesta (Mikulov)
Křížová cesta v Mikulově na Břeclavsku, která vede na Svatý kopeček, je jednou z nejstarších křížových cest v českých zemích. V roce 2018 byl areál prohlášen národní kulturní památkou České republiky.

## Historie

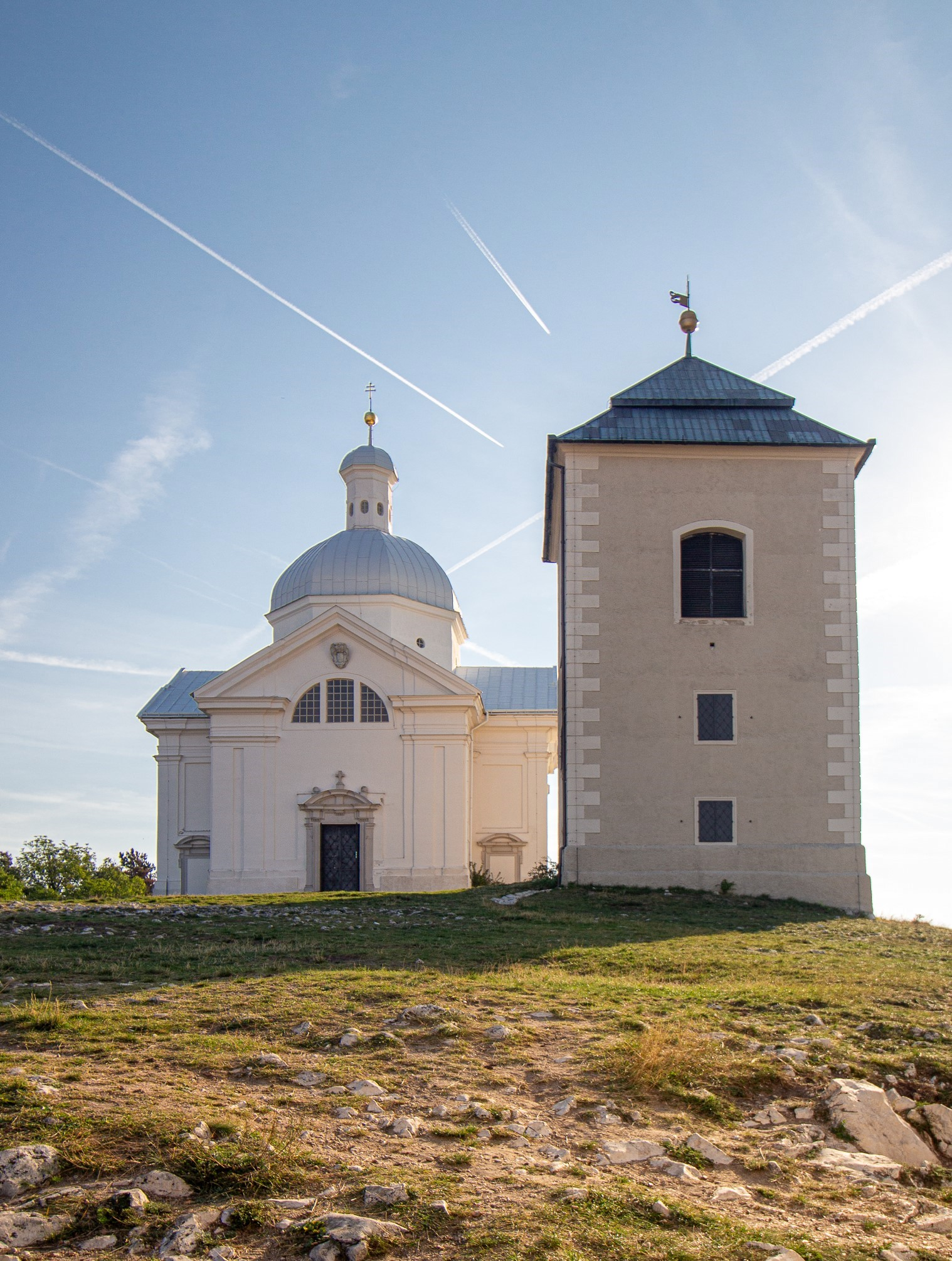
Svatý kopeček v Mikulově

Zakladatelem mikulovské Křížové cesty byl tehdejší majitel mikulovského panství, olomoucký biskup, kardinál František z Ditrichštejna, jemuž Svatý kopeček svým tvarem údajně připomínal Golgotu. Podnětem bylo vyjádřit vděčnost Bohu za překonání morové epidemie v roce 1622.
Svatý Šebestián býval ochráncem před morovou nákazou a jemu byla zasvěcena první stavba na Svatém kopečku, do té doby nazývaném Tanzberg. Základní kámen kaple sv. Šebestiána byl svěcen 2. července 1623, dokončena byla roku 1630. V té době patrně již stála i zvonice, kaple Božího hrobu a křížová cesta, která měla původně pouze sedm pašijových zastavení.
V roce 1692 doplnila křížovou cestu kaple svaté Rozálie stojící na opačném konci cesty a vedoucí na Svatý kopeček ze severu. V 18. století již byl závazný počet kaplí pro křížové cesty 14, a proto v letech 1750–1776 bylo vybudováno dalších sedm kapliček. Slavnostně pak nová cesta byla vysvěcena 1. září 1776. Komplex tak dostal svou konečnou podobu, která od tohoto roku má celkem 18 zděných objektů.
Církevní reformy císaře Josefa II. způsobily, že svému účelu poutní areál sloužil pouze deset let. Roku 1786 byla odsvěcena kaple svatého Šebestiána, spolu s ní přestala věřícím sloužit i křížová cesta a celý soubor staveb byl určen k likvidaci. Byl však soukromým majetkem rodu Ditrichštejnů a ten se rozhodl objekty zachovat. Nevyužívané stavby ale chátraly a k jejich obnově došlo až nástupem Augustina Bartensteina do úřadu mikulovského probošta. V letech 1862–1865 byly stavby opraveny a kaple svatého Šebestiána 8. září znovu vysvěcena.
Roku 1865 započala tradice pouti k mikulovské Černé madoně loretánské, kdy byla její soška, původně umístěná v loretánské kapli kostela svaté Anny, vynášena na Svatý kopeček. Tato tradice byla přerušena v letech 1938–1945, první poválečná pouť se konala v září 1946.

### Křížová cesta

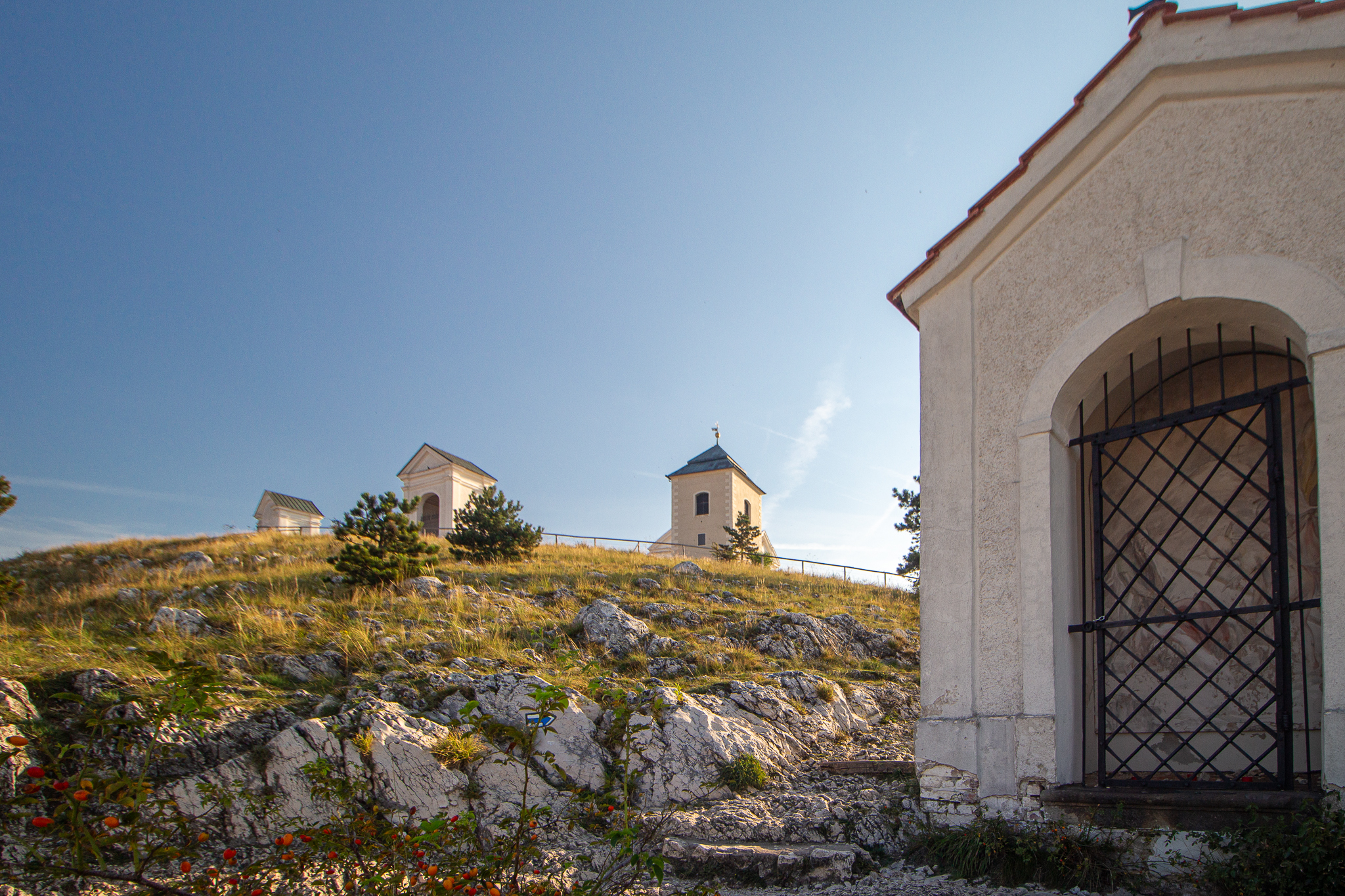
Křížová cesta s kaplemi

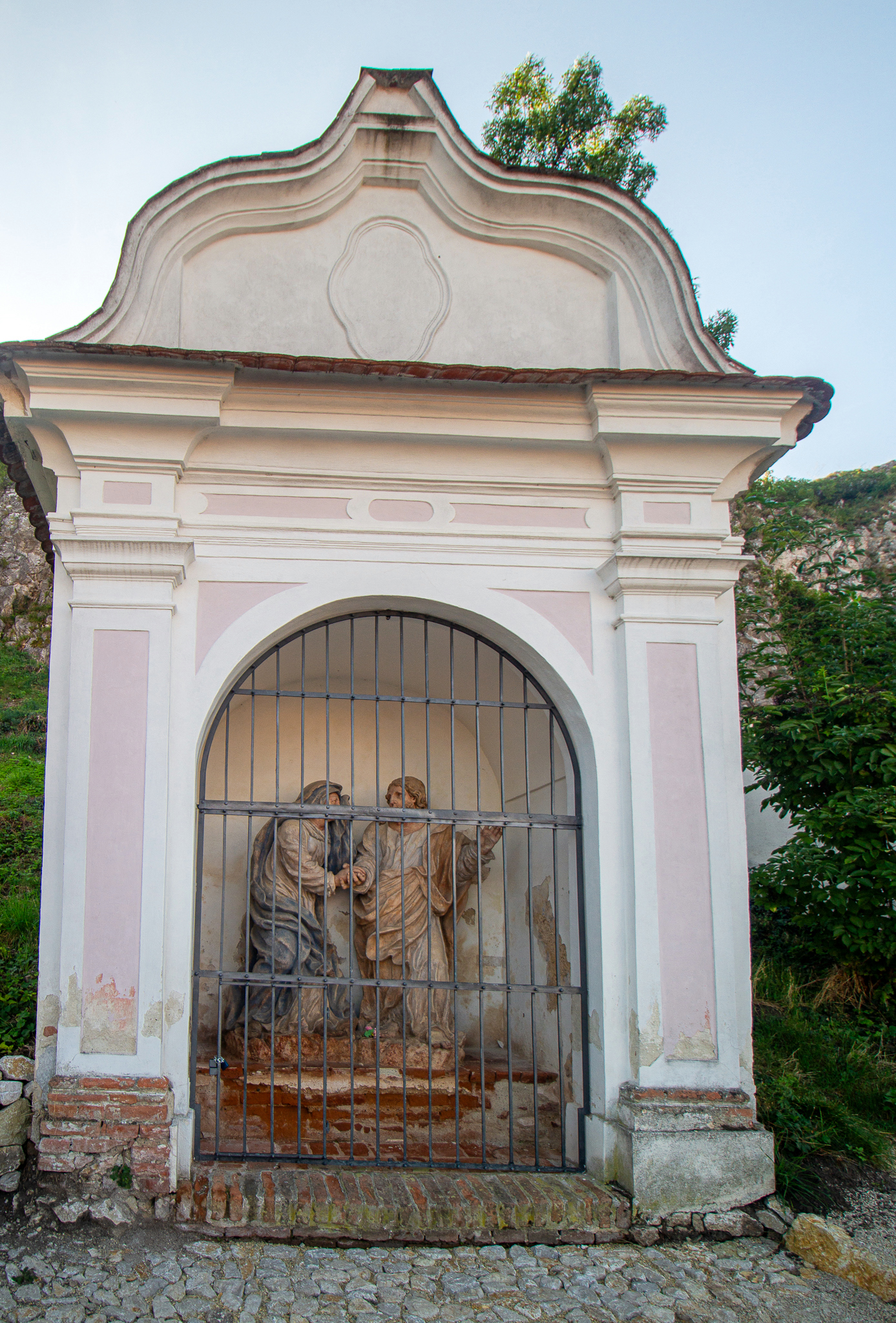
Kaple Křížové cesty

Křížová cesta měla původně pouze sedm zastavení, což bylo obvyklé v době jejího vzniku. Sedm zastavení vyjadřovalo sedm bolestí Panny Marie. Pravděpodobně se jedná o kapličky s pořadovými čísly 1, 8, 10, 11, 12, 13, a 14. Tyto kapličky lze doložit na votivním obrazu mikulovské kapituly zhotoveném po roce 1624, na kterém František z Ditrichštejna spolu s proboštem a kanovníky vzdávají úctu patronu České země svatému Václavovi a Panně Marii Loretánské.
Cesta začíná u barokního domu s Janem Nepomuckým v průčelí v Novokopečné ulici. Dům kdysi patřil mikulovskému řádu kapucínů. Poté, co jejich klášter vyhořel, dům převzal řád piaristů. Dál cesta stoupá serpentinami asi 800 metrů na vrchol kopce ke kostelu svatého Šebestiána. Poté po asi 250 metrech končí u kaple Božího hrobu.
S přispěním mikulovských občanů bylo v letech 1750–1776 vybudováno šest „skalních“ kapliček s pořadovým číslem 2, 3, 4, 5, 6 a 7 a pod vrcholem kaplička č. 9.
Kaplička č. 1 – Ježíšovo loučení s Pannou Marií
parc. 2692 48°48′17,49″ s. š., 16°38′29,55″ v. d.
Sochařská výzdoba vznikla kolem roku 1700 a představuje scénu loučení Krista se svou matkou.
Kaplička č. 2 – Ježíšova modlitba v Getsemanech
parc. 2691 48°48′17,61″ s. š., 16°38′30,38″ v. d.
Jedná se o první ze souboru šesti „skalních“ kapliček zahloubených do skály a je součástí mladšího souboru kapliček z roku 1776. Sochařská výzdoba vznikla kolem roku 1700 a představuje scénu modlícího se Krista v Getsemanské zahradě.
Kaplička č. 3 – Spící učedníci v Getsemanech
parc. 2690 48°48′17,7″ s. š., 16°38′30,65″ v. d.
Patří do souboru „skalních“ kapliček dokončených roku 1776. Sochařská výzdoba pochází zhruba z roku 1700. Tři ležící sochy představují spící apoštoly, kteří měli v Getsemanské zahradě bdít, zatímco se Ježíš modlil.
Kaplička č. 4 – Ježíš bičován
parc. 2687 48°48′20,04″ s. š., 16°38′32,22″ v. d.
„Skalní“ kaplička shodného stáří i sochařské výzdoby jako dvě předcházející. Motiv sousoší znázorňuje bičování Ježíše při výslechu u římského místodržícího Piláta.
Kaplička č. 5 – Ježíš trním korunován
parc. 2686 48°48′21,82″ s. š., 16°38′33,28″ v. d.
„Skalní“ kaplička, kde výjev tří soch znázorňuje scénu, kdy je Ježíšovi nasazena trnová koruna, oblečen šarlátový plášť a do rukou dán rákos místo žezla.
Kaplička č. 6 – Ježíš odsouzen a posmíván
parc. 2681 48°48′22,61″ s. š., 16°38′38,3″ v. d.
„Skalní“ kaplička shodného data dokončení i zhotovení sochařské výzdoby. Jedna socha představuje zmučeného Ježíše, druhá neznámou postavu v pokleku, která se Ježíšovi posmívá.
Kaplička č. 7 – Ježíš nese kříž
parc. 2683 48°48′20,86″ s. š., 16°38′37,54″ v. d.
Poslední ze souboru „skalních“ kapliček dokončených v roce 1776. Socha vzniklá kolem roku 1700 znázorňuje Ježíše klesajícího pod tíhou neseného kříže.
Kaplička č. 8 – Ježíšovo setkání s Veronikou
parc. 2696 48°48′19,1″ s. š., 16°38′37,49″ v. d.
Kaplička z původního souboru křížové cesty dokončené kolem roku 1630. V souvislosti s dostavbou celé křížové cesty v roce 1776 byla opatřena novou ikonografickou výzdobou – nástěnnou freskou, která představuje motiv setkání Ježíše s jeruzalémskými ženami.
Kaplička č. 9 – Ježíšův pád pod křížem
parc. 2697 48°48′20,84″ s. š., 16°38′41,76″ v. d.
Pochází z doby mezi roky 1750 – 1776 a byla pravděpodobně vyzdobena scénou představující deváté zastavení - Ježíšův třetí pád pod křížem. Původně byl tento motiv rovněž znázorněn nástěnnou malbou, který však nepřečkal dlouhé období chátrání křížové cesty po jejím zrušení. Při obnově křížové cesty v roce 1865 byl do ní umístěn obraz se stejným motivem malovaný na dřevě.
Kaplička č. 10 – bez dochované dedikace
parc. 2698 48°48′22,45″ s. š., 16°38′43,27″ v. d.
Patří k původním objektům křížové cesty dokončených v roce 1630. Její ikonografická výzdoba se nedochovala.
Kaplička č. 11 – Ježíš přibíjen na kříž
parc. 2699 48°48′23,43″ s. š., 16°38′43,46″ v. d.
Součást komplexu z roku 1630. Původní výzdoba zřejmě kopírovala osud kapličky č. 8. Dnešní výzdoba pochází z roku 1952 a jejím autorem je akademický malíř Rudolf Gajdoš.
Kaplička č. 12 – Zastavení Panny Marie Bolestné
parc. 2703 48°48′23,78″ s. š., 16°38′50,01″ v. d.
Je součástí původních staveb z roku 1630 a dnes je využívána pro poutní bohoslužby pod širým nebem. Její umělecká výzdoba se nedochovala.
Kaplička č. 13 – bez dochované dedikace
parc. 2704 48°48′24,11″ s. š., 16°38′51,19″ v. d.
Jedná se o malou kapličku, která patří k původním objektům křížové cesty dokončených v roce 1630. Její interiér je prázdný bez umělecké výzdoby.
Kaplička č. 14 – bez dochované dedikace
parc. 2706 48°48′28,47″ s. š., 16°39′0,22″ v. d.
Kaplička je situována za kaplí Božího hrobu jako poslední stavba tohoto areálu. Patří k původním objektům křížové cesty dokončených v roce 1630. Její ikonografická výzdoba se nedochovala.

### Kaple Božího hrobu

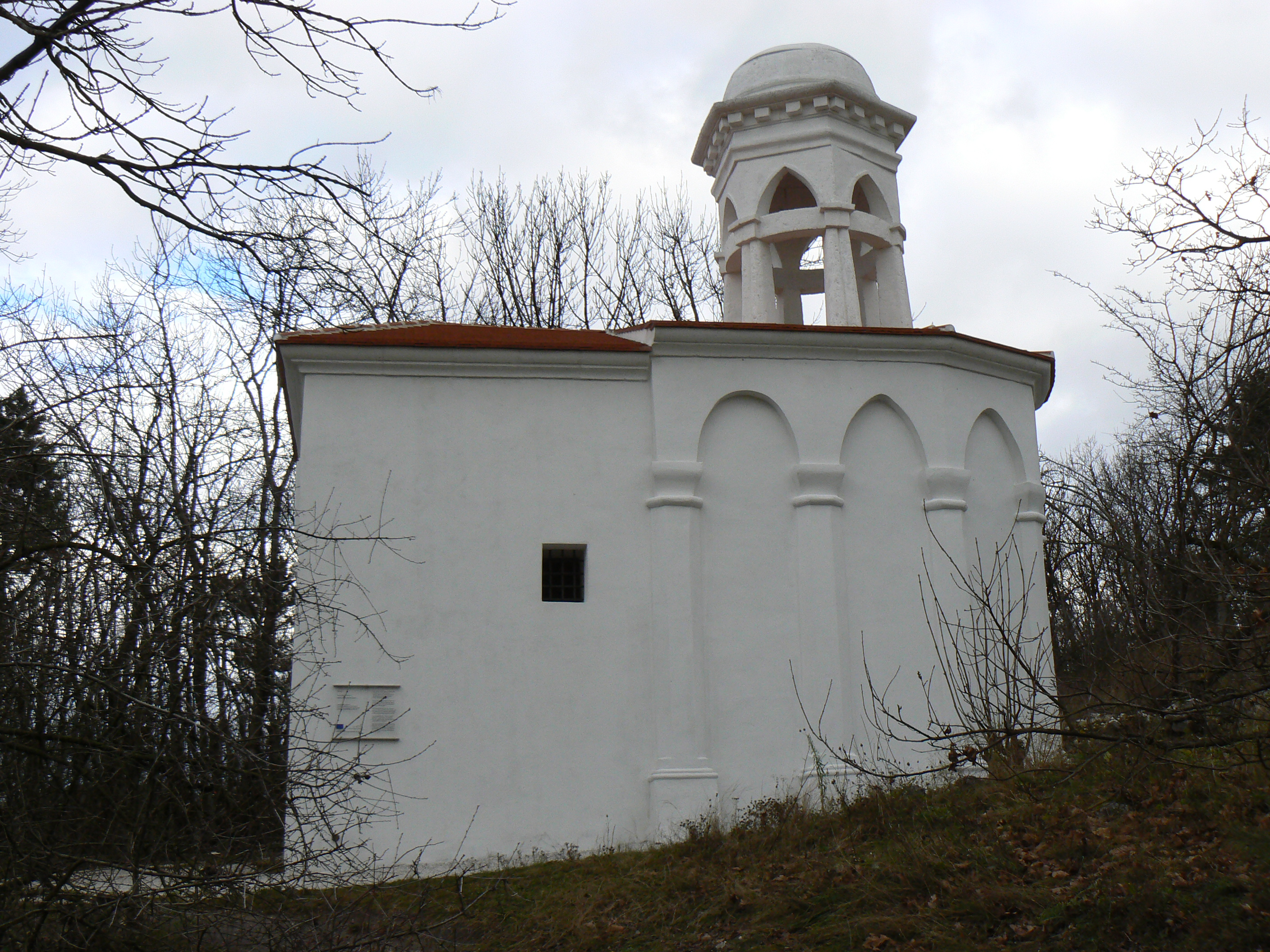
Kaple Božího hrobu

Kaple Božího hrobu (parc. 2707 48°48′26,44″ s. š., 16°38′57,43″ v. d.) byla postavena jako kopie kaple, která stojí uprostřed Chrámu Božího hrobu v Jeruzalémě. Byla součástí souboru původních staveb z roku 1630, což dokládá nápis na zdi uvnitř kaple. Poutníky byla navštěvována už v roce 1644 a je doložena na Donnerově rytině města z roku 1673.
Stavba má obdélný půdorys ukončený polygonálním presbytářem o pěti stranách dvanáctiúhelníka. Je rozdělena do dvou částí – Andělskou kaplí se prochází do vlastní hrobové komory, kde je uložena socha ležícího Ježíše Krista. Na střeše nad touto komorou je baldachýnová edikula tvořená arkádou na půdorysu šestiúhelníku. Přístupové schodiště vedoucí k ochozu před kaplí je tvořeno 33 schody. To symbolizuje délku života Ježíše Krista. Schodiště ke kapli bylo roku 1908 rekonstruováno na náklad knížecí rodiny. Další rekonstrukce proběhly v letech 1951 a 2009. V srpnu 2010 byla kaple znovu vysvěcena.

### Památková ochrana
Kaple svatého Šebestiána (parc. 2701, 48°48′23,13″ s. š., 16°38′46,4″ v. d.) se zvonicí (parc. 2700, 48°48′22,53″ s. š., 16°38′45,23″ v. d.) a křížová cesta s kaplí Božího hrobu jsou od 2. listopadu 1964 zapsány jako nemovité kulturní památky. Svatý Kopeček u Mikulova s poutní kaplí sv. Šebestiána je od 1. července 2018 národní kulturní památkou.